# Fratsen

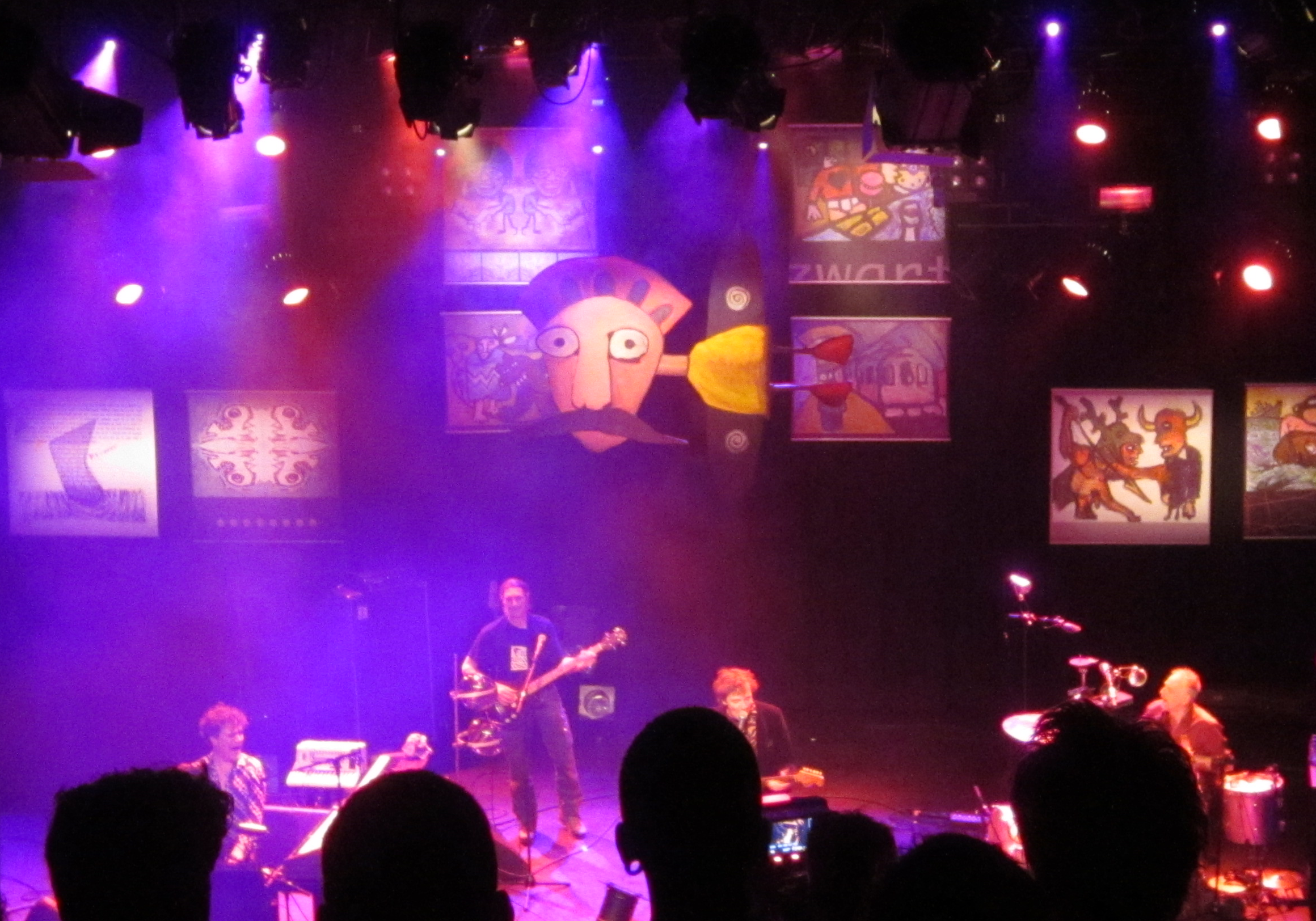
Cd-presentatie Caspar (2014)

Fratsen is een Nederlandstalige popgroep uit de Overijsselse plaats Diepenheim, die tussen 1986 en 1996 vooral lokaal actief was. Zanger en frontman is cabaretier André Manuel. Sinds 2014 is de band weer actief.

## Geschiedenis
Fratsen werd in 1986 onder de naam Principieel Gelul door Manuel (Manoe), Frits Rietman (Frix) en Tonnie Elferink opgericht. In 1988 werd de naam van de band gewijzigd in Fratsen en werd Elferink vervangen door Adri Karsenberg (Muts). Fratsen trad in die tijd vooral op in de omgeving van eigen woonplaats Diepenheim en verwierf met eigenzinnige en maatschappijkritische nummers al gauw een trouwe schare fans. Een hoofdprijs op een talentenjacht in de Achterhoek bezorgde de groep een eerste kennismaking met een professionele studio: De Silvox Studio in Bontebrug. De gemaakte opnames werden in eigen beheer uitgegeven op een cassette genaamd Demo.
In 1990 voegde toetsenist Roeland Drost, die indertijd met Manuel het theaterduo Gangasjeert vormde, zich bij Fratsen. Een voorprogramma bij Normaal leidde tot een demosessie in de Zelhemse Commodore Studio van Bennie Jolink en tot het uitbrengen van de eerste LP en cd: Muts. Het nummer Pimpelmees kreeg enige airplay en bekendheid. Van het lied Hemelvaart verscheen een videoclip. In 1992 verscheen de live-cassette Storm, opgenomen in Poppodium Metropool in Hengelo.
In 1994 kwam de cd Snachs op de markt en deze werd door de landelijke media opgemerkt.
Begin 1995 verscheen de live-cd Niet Alleen en in het najaar het studioalbum Naar Buiten. In oktober 1995 werd in alle stilte door Manuel en Karsenberg besloten de band op te heffen, aanvankelijk met de bedoeling in dezelfde samenstelling een nieuwe band te formeren maar met een andere muzikale koers. Het afscheidsconcert vond op 2 januari 1996 plaats in de Vrijhof in Enschede. De bezoekers van dit uitverkochte concert kregen de live-cd P.U.N.T. cadeau. P.U.N.T. is opgenomen op 4 november 1995 in het Zwols Popfront.
Veertien jaar na het afscheidsconcert gaf de band in 2009 een 'eenmalig' reünie/benefietconcert in het nieuwe Metropool te Hengelo. Door het snel uitverkopen van het concert op 26 december werd een tweede concert gegeven op 27 december en een derde op 14 januari 2010. Het concert had als doel om joe, hooggeachte bezoeker, zo veel mogelijk geld uit de zakken te kloppen. Het geld was bestemd voor Fratsens tourmanager Uli ('Mook') die aan MS leed. Ook daarna trad de band nog zo nu en dan op.
In 2014 kwam er weer activiteit rond de band. In de zomer scoorde André Manuel samen met rapper Typhoon de hit 'Zandloper'. Op 20 november presenteerde Fratsen hun nieuwste album Caspar (vernoemd naar hun producer Caspar Falke van Silvox Studio) in Metropool Hengelo, gevolgd door een tour.
Ook in 2017 kwam er een nieuw album uit. Dit werd op 14 april 2017 eveneens in Poppodium Metropool in Hengelo gepresenteerd.

## Discografie

### Singles
- Meer Bij, 1995
- Allemaal in je hoofd, 1994
- Dikkop, 1994
- Altijd te laat 1993

### Albums
- Demo, 1988
- Muts, 1990
- Dorst, 1993
- Snachs, 1994
- Niet Alleen, 1995
- Naar Buiten, 1995
- P.U.N.T., 1996
- Caspar, 2014
- Spookt, 2017

### Overige
- Storm, 1992 (Cassette, live in Poppodium Metropool Hengelo)
- KOMMA, 2013 (DVD, live in Poppodium Metropool Hengelo)

De titels van de albums van 1990 tot 1996 vormen samen een zin: Muts Dorst Snachs Niet alleen Naar buiten P.U.N.T.